# Christopher Boyes
Christopher Boyes est un ingénieur du son américain récompensé par quatre Oscars pour son travail sur Titanic, Pearl Harbor, Le Seigneur des anneaux : Le Retour du roi et King Kong.

## Filmographie partielle
- 1997 : Titanic
- 2001 : Pearl Harbor
- 2003 : Le Seigneur des anneaux : Le Retour du roi
- 2005 : King Kong

## Distinctions

### Récompenses
- Festival du film de Hollywood 2016 : Prix de la meilleure bande-son (avec Franck Eulner) pour Le livre de la Jungle

### Nominations
- Oscars 2023 : Meilleur son pour Avatar : La Voie de l'eau